# Patronat naukowy
Patronat naukowy – forma sprawowania opieki merytorycznej nad osobą (np. promotor - doktorant), instytucją (np. uniwersytet - szkoła średnia) lub elementami kultury (np. konsultacje biegłych historyków w powieściach osadzonych w czasach minionych). Oparty jest zwykle na umowie o współpracy, jasno określającej zobowiązania stron.